# Usedlost čp. 3 (Ostrovec)
Usedlost čp. 3 se nachází poblíž obecní návsi v Ostrovci, spadající pod obec Ostrovec-Lhotka. Dne 3. května 1958 byl objekt, který je jedním z typických příkladů roubené architektury Rokycanska, prohlášen kulturní památkou a od 25. července 1997 je součástí památkové rezervace.

## Historie a popis
Usedlost vznikla na počátku 19. století a ve své původní hmotě existovala do 90. let 20. století (nejčastěji udávána doba před rokem 1995), kdy došlo ke stržení silně zanedbané stavby a k jejímu nahrazení věrnou kopií. Byly však vyměněny původní materiály. Jedná se o přízemní roubený dům s volnou dispozicí dvora, krytý polovalbovou střechou se šindelem. V průčelí má dvě okenní osy, z nichž jedno okna je sdružené, a vystupuje z něj předsazená lomenice, jenž je šalovaná do středního švu vzájemně se překrývajícími prkennými díly a zakončená obdélným kabřincem. Předsazená část zápraží je nesena vyřezávanými sloupky, spojenými bedněným parapetem. Ve štítu obráceným k návsi se nachází podávací otvor, po jehož stranách jsou umístěna dvě okénka.
Vnitřní prostory se skládají z velké a menší jizby, černé kuchyně a komory, jenž je přístupná z pavlače.